# Branchiopoda
No confundir con Brachiopoda, un filo de lofoforados.
Los branquiópodos (Branchiopoda, del griego branchia, "branquia" y pous, "pie") son una clase de crustáceos que incluye especies de tamaño pequeño a mediano, cuya característica principal son los apéndices posteriores a la región cefálica en forma de lámina o filopodio; cada uno de ellos se divide en diferentes lóbulos, tiene una pequeña lámina branquial en su parte externa y una parte interna con setas filtradoras. Se les encuentra sobre todo en cuerpos temporales de agua dulce, salobre y también existen especies de agua salada. Se conocen unas 1200 especies actuales.
Una característica muy particular de muchos branquiópodos, es la de nadar con el dorso hacia abajo, es decir, con el cuerpo invertido. Adicionalmente emplean los apéndices, moviéndolos de atrás hacia adelante, para enviar hacia la boca una corriente de agua que contiene las partículas microscópicas de las que se alimenta el animal.
El desarrollo se inicia con una larva nauplio, llegando a la forma adulta a través de varios cambios. Sin embargo en el grupo de los cladóceros el desarrollo es directo.

## Descripción
Los miembros de Branchiopoda están unidos por la presencia de branquias en muchos de los apéndices de los animales, incluyendo algunas de las piezas bucales. A esto se debe también el nombre del grupo (del griego antiguo βράγχια, branquias, afín a βρόγχος, tráquea; griego πούς, pie).   Generalmente poseen ojos compuestos y un caparazón, que puede ser una concha de dos valvas que encierra el tronco (como en la mayoría de los Cladocera), ancha y poco profunda (como en los Notostraca), o totalmente ausente (como en los Anostraca). En los grupos en los que el caparazón impide el uso de las extremidades troncales para nadar (Cladocera y camarón almeja), las antenas se utilizan para la locomoción, al igual que en las larvas de los Copepoda (nauplio).  Los camarones hada macho tienen un par de antenas agrandadas con las que agarran a la hembra durante el apareamiento, mientras que los peces de fondo Notostraca, las antenas están reducidas a vestigios. Las extremidades del tronco se baten siguiendo un ritmo metacronal, provocando un flujo de agua a lo largo de la línea media del animal, del que obtiene oxígeno, alimento y, en el caso de los Anostraca y Notostraca, movimiento.

## Diversidad

### Anostraca

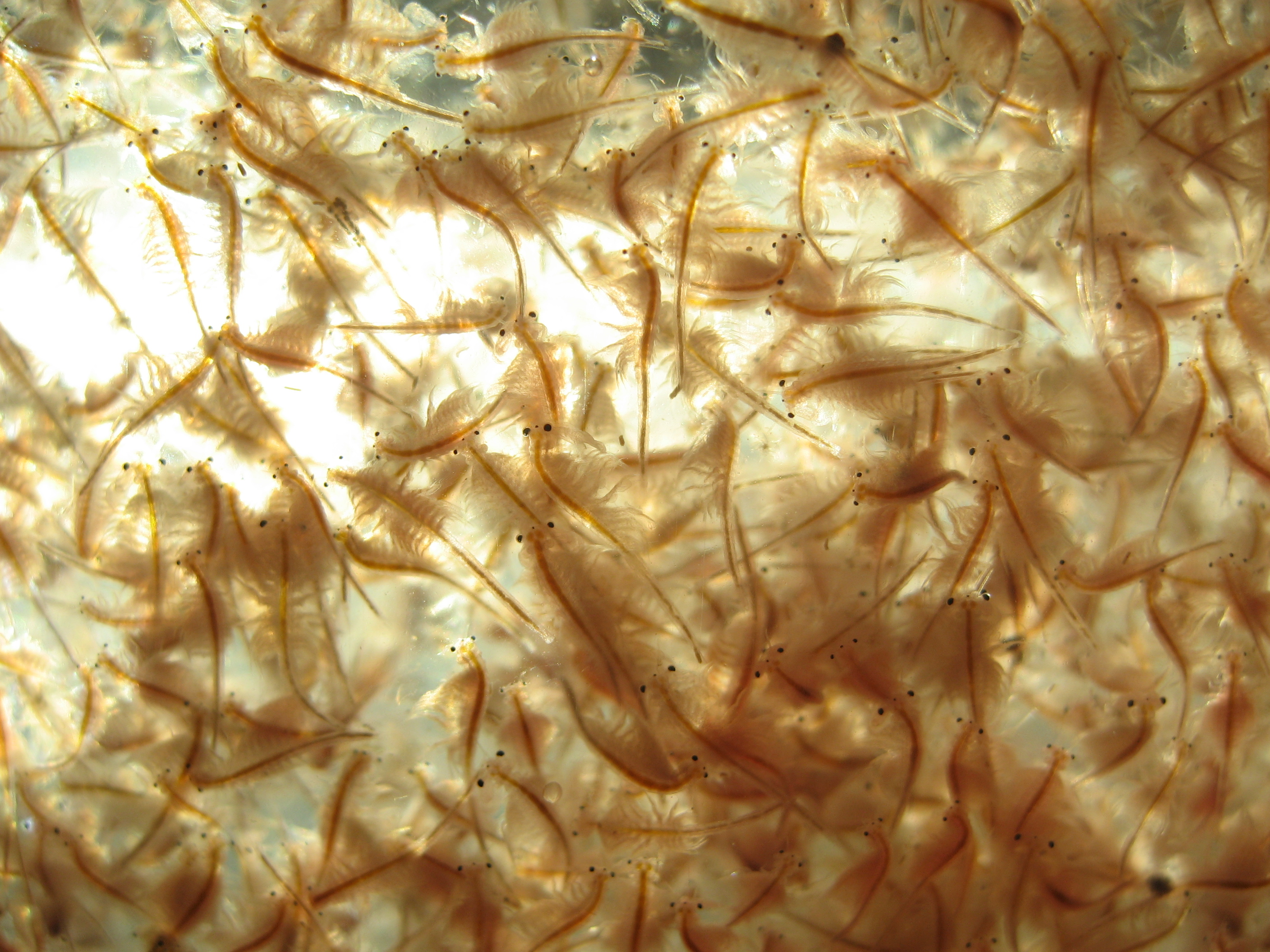
Artemia.

Los anostracos carecen de caparazón y tienen el cuerpo alargado con los segmentos muy marcados y un gran número de patas. Los ojos son pedunculados. La cola carece de apéndices. Como la gran mayoría de los branquiópodos, los anostrácos viven en pequeñas charcas. Al desovar, los huevos quedan en el lodo del fondo. Si se da el caso de que la charca se seque, los huevos entran en estado suspendido (criptobiosis), y se revitalizan en cuanto el agua fluya de nuevo. Algunas especies además de huevos se pueden reproducir directamente mediante larvas nauplios, cuando las condiciones ambientales son adecuadas.
Un anostraco muy particular es Artemia salina, que vive en aguas salobres, y es capaz de resistir niveles de concentración de sales tan altas que no son adecuadas para ningún otro ser. Su coloración es rojiza debido a que poseen hemoglobina. La longitud de los apéndices de estos branquiópodos está directamente relacionada con la salinidad del medio en que viven. Adicionalmente son partenogenéticos por lo que es posible encontrar en una sola charca solamente individuos de sexo femenino; sin embargo, la reproducción sexual es preferible a la partenogenética.

### Notostraca

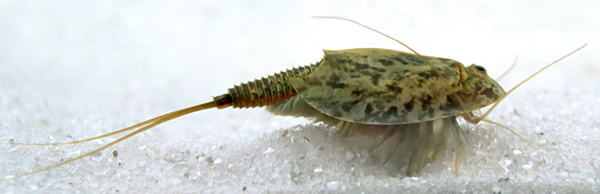
Triops cancriformis.

Los notostracos son fáciles de distinguir porque llevan un gran caparazón dorsal que protege la región anterior del cuerpo la cual es muy segmentada. La región posterior carece de apéndices y posee dos ramas caudales con forma de antena. Pueden llegar a tener más de 60 pares de patas y los ojos están debajo del caparazón. 
Los notostracos viven en charcas pequeñas lo cual los convierte en plaga en aquellas regiones en donde la economía se basa en cultivos como el arroz, que requieren de abundante agua, ya que entre otras cosas se alimentan con las partes tiernas de las plantas (también comen detritus y animales).
Igual a como ocurre con los anostráceos, los huevos sobreviven al desecamiento, y en este estado de latencia, puede ocurrir que sean transportados por otros animales a grandes distancias, por lo que una especie de notostráceos puede distribuirse en regiones muy grandes. Otra característica que comparten con los anostráceos es la partenogénesis.

### Conchostraca
Los concostracos se caracterizan por tener el cuerpo protegido por un caparazón bivalvo (dos conchas unidas por una membrana que permite cierta articulación). Este escudo les hace asemejarse mucho a las almejas, con las cuales comparten la característica de presentar líneas concéntricas en cada concha. 
La articulación de las conchas permite, que cuando los músculos están relajados, emerjan las patas y las antenas, las cuales usan para nadar, remover el agua y llevar el alimento a la boca. En caso de un ataque, los músculos abductores se contraen y las valvas se cierran. Las demás características de los concostráceos son similares a las de los branquiópodos.
Actualmente se considera un grupo parafilético y ha sido escindido en los subordenes Laevicaudata, Spinicaudata y Cyclestherida.

### Cladocera

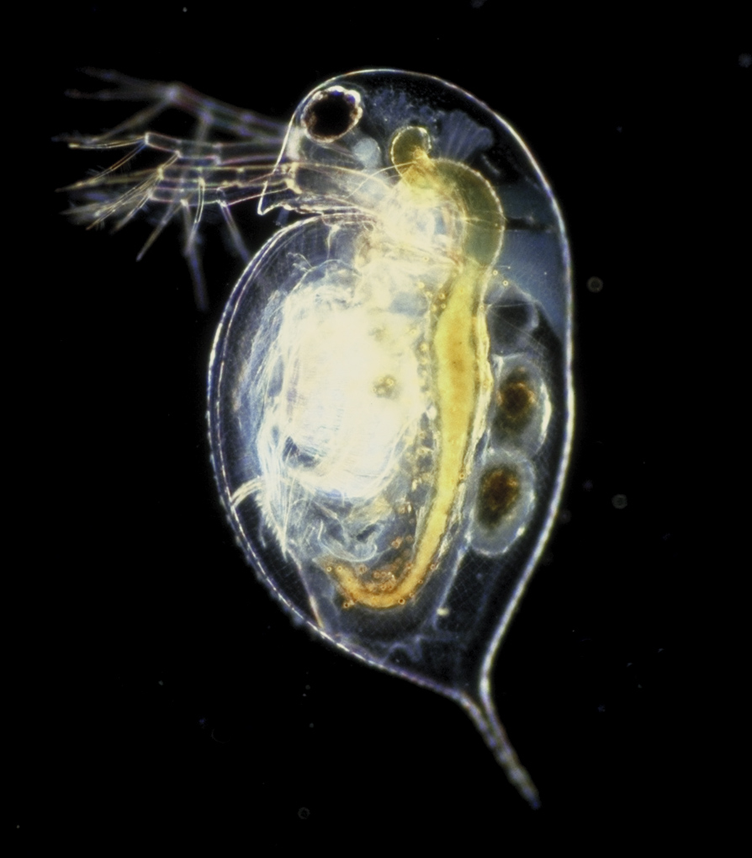
Daphnia pulex.

Los cladóceros son el más numeroso de los grupos de branquiópodos. Sin embargo, el tamaño general de los animales incluidos en este subgrupo es mucho menor que el de los tres anteriores. Son conocidos con el nombre genérico de "pulgas de agua", aun cuando incluye animales de aspecto y características diferentes.
Están protegidos por un caparazón bivalvo similar al de los concostráceos, el cual se abre para permitir movilidad al animal. Poseen un solo ojo que corresponde a dos ojos fusionados. Tienen dos antenas formadas por dos ramas, cada una con abundantes setas que son usadas para moverse. El nombre común de pulgas de agua alude a su sistema de avance, a saltos. A diferencia de los otros branquiópodos, los cladóceros poseen un reducido número de patas que en muchos casos no supera los cuatro pares.
La gran mayoría de las pulgas de agua son prácticamente transparentes. Es fácil encontrarlas en charcas, estanques y lagos y muchas veces se aclimatan en el mar. Estos animales son muy prolíficos, y gracias a la partenogénesis, es posible que la progenie de una sola hembra pueda llegar a 10 000 millones[cita requerida] de vástagos en un período de 60 días, si las condiciones son favorables. Así mismo son alimento para una multitud de predadores como peces y otros animales mayores. Como todos los demás grupos de branquiópodos, los huevos pueden sobrevivir bastante tiempo desecados o en inviernos crudos.
Algunas de las especies de cladóceros son las que conforman el plancton de los lagos, y tienen adaptaciones que les permiten flotar fácilmente. Miríadas de ejemplares forman lo que se conoce como mantos lacustres de plancton. Estos cladóceros tienen caparazones muy reducidos y largos apéndices para aumentar el área de sustentación. El fenómeno de poder aumentar y disminuir el tamaño del caparazón es denominado ciclomorfosis.
Aunque mucho menos abundantes que los de agua dulce, también existen cladóceros marinos, que forman parte del mesozooplancton.

## Evolución

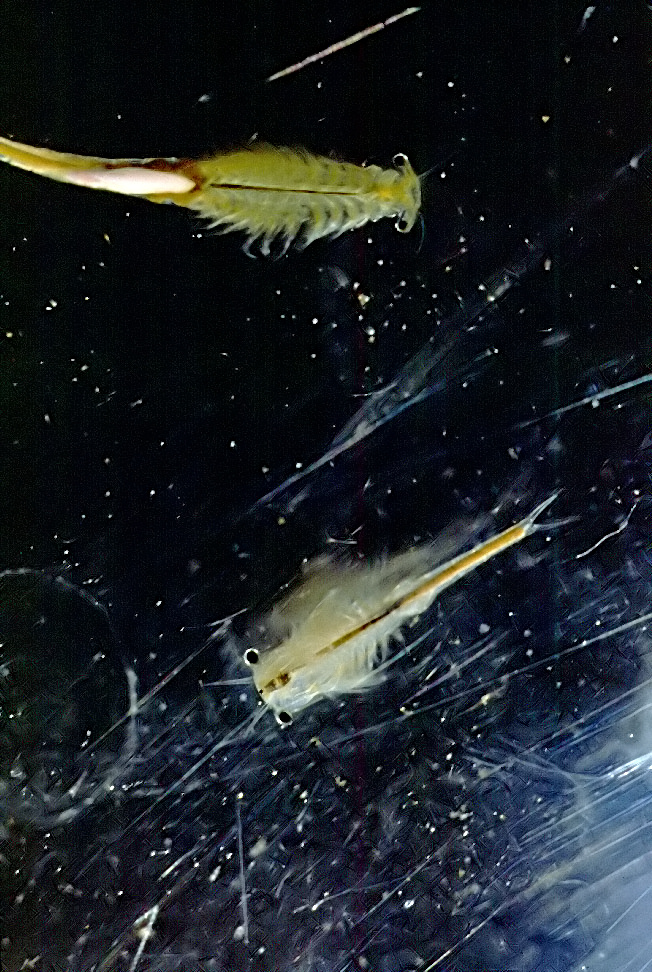
Camarón de hadas adulto, Branchinecta packardi.

El registro fósil de branquiópodos se remonta al menos al Cámbrico Superior y posiblemente más allá. Se cree que el grupo es monofilético, y Anostraca fue el primer grupo en ramificarse. Se cree que el grupo evolucionó en los mares, pero se vio obligado a quedarse en charcos temporales y lagos hipersalinos por la evolución de los peces óseos. Aunque anteriormente se consideraban el grupo hermano de los crustáceos restantes, ahora se acepta ampliamente que los crustáceos forman un grupo parafilético, y se cree que Branchiopoda es hermano de un clado que comprende Xenocarida (Remipedia y Cephalocarida) y Hexapoda (insectos y sus parientes).

## Hábitat y distribución
Son conocidos por sus adaptaciones a entornos extremos y efímeros, como charcas temporales y llanuras salinas. 

### Hábitat
Ecosistemas de agua dulce
La mayoría de los Branchiopoda prosperan en charcas temporales, lagos y pantanos. Estos ambientes a menudo carecen de peces depredadores, lo que los hace ideales para estos pequeños crustáceos.
Están altamente adaptados a hábitats efímeros, ya que sus ciclos de vida suelen coincidir con los períodos de inundación y sequía. Sus huevos son resistentes a la desecación, lo que les permite sobrevivir en condiciones extremas hasta que el agua regresa.
Ambientes salinos y alcalinos
Algunas especies, como los camarones de salmuera (por ejemplo, Artemia), habitan en entornos hipersalinos como llanuras salinas y pozos de agua salada. Estas especies son particularmente tolerantes a la alta salinidad y temperaturas extremas.
Regiones polares
Algunos Branchiopoda, como ciertas especies de Daphnia y camarones de hadas, se encuentran en climas fríos, incluidas las regiones árticas y antárticas. Sobreviven en charcas estacionales formadas por el deshielo.
Humedales estacionales
Los humedales temporales, como las charcas vernal y los prairie potholes, son hábitats clave para Branchiopoda como los camarones renacuajo (Triops) y los camarones almeja (Laevicaudata).
Entornos extremos
Algunos Branchiopoda pueden sobrevivir en aguas altamente ácidas o básicas, demostrando su notable versatilidad ecológica.

### Distribución
Los Branchiopoda tienen una distribución cosmopolita, y se encuentran en todos los continentes excepto en la Antártida (aunque algunas especies están presentes en áreas costeras durante el verano).
Presencia global
Los Branchiopoda están ampliamente distribuidos en regiones templadas, tropicales y áridas. Son particularmente comunes en áreas con cuerpos de agua temporales, como desiertos y regiones de estepa.
Regiones clave y especies
América del Norte: Los camarones de hadas (Branchinecta) y los camarones renacuajo (Triops longicaudatus) son comunes en charcas temporales y humedales.
Europa: Las especies de Daphnia y Chirocephalus son frecuentes en lagos y charcas vernal.
África: Los Branchiopoda como Streptocephalus se encuentran a menudo en regiones de sabana con lluvias estacionales.
Asia: Los camarones de hadas (Streptocephalus) y los camarones almeja (Cyzicus) habitan humedales temporales en zonas áridas y semiáridas.
Australia: Especies únicas de Branchiopoda endémicas, como Triops australiensis, habitan charcas temporales en regiones áridas y están adaptadas a condiciones extremas.
Excepciones marinas
Aunque la mayoría de los Branchiopoda son organismos de agua dulce, Artemia salina (camarón de salmuera) es una excepción, ya que prospera en entornos marinos hipersalinos.
Adaptaciones para su distribución
La amplia distribución de los Branchiopoda se atribuye a sus huevos resistentes a la desecación (llamados quistes). Estos quistes pueden permanecer inactivos durante años, lo que permite a las especies colonizar nuevos hábitats cuando las condiciones son favorables. Los mecanismos de dispersión incluyen el viento, aves acuáticas y otros animales, que transportan los quistes entre cuerpos de agua. 
Importancia ecológica
Los Branchiopoda son cruciales en las redes alimentarias acuáticas, sirviendo como presa para aves, anfibios y otros organismos acuáticos.
Muchos Branchiopoda son sensibles a la contaminación y al cambio climático, lo que los convierte en importantes bioindicadores para monitorear la salud de los ecosistemas acuáticos.